# Мохеган (индейская резервация)
Мохеган (англ. Mohegan Reservation) — индейская резервация мохеганов, расположенная в юго-восточной части штата Коннектикут, США. Резервация Мохеган является одной из двух в Коннектикуте, которую признаёт Бюро по делам индейцев, другая — Машантакет.

## История
До контакта с европейцами в начале XVII века мохеганы были единым народом с племенем пекотов и проживали на нынешнем юге центральной части Новой Англии. Они постепенно стали независимым племенем и воевали на стороне английских колонистов в Пекотской войне 1636 года, которая подорвала власть некогда доминировавшего в регионе племени пекотов. Вождь мохеганов Ункас оставался твёрд в своей дружбе с англичанами, сражаясь на их стороне в последующих военных конфликтах.
Хартфордский мирный договор установил признание суверенитета племени Англией в 1638 году, а также определил границы индейской резервации. Со временем мохеганы постепенно утратили право собственности на большую часть своей резервации и к 1721 году у них осталось только около 16,2 км² земли вдоль реки Темс. После смерти последнего сахема мохеган Бена Ункаса в 1769 году они утратили остатки племенных земель, переданных в 1774 году под управление правительства Коннектикута.
Племя реорганизовалось в конце XX века и подало федеральный иск о претензиях на землю, стремясь вернуть территорию, которую незаконно продал штат Коннектикут. В 1994 году мохеганы получили федеральное признание со стороны правительства Соединённых Штатов. В том же году Конгресс США принял Закон об урегулировании земельных претензий племени. Власти США передали в доверительное управление мохеганам более 2 км² земель в округе Нью-Лондон.

## География
Резервация находится в центральной части округа Нью-Лондон, к югу от города Норуич, вдоль реки Темс. Общая площадь Мохеган составляет 2,4571 км², из них 2,457 км² приходится на сушу и 0,0001 км² — на воду. Административным центром резервации является деревня Анкасвилл.

## Демография
По данным федеральной переписи населения 2010 года, в резервации проживало 48 человек. Согласно федеральной переписи населения 2020 года в резервации проживало 212 человек, насчитывалось 85 домашних хозяйств и 91 жилой дом. Средний возраст, проживающих в Мохегане, составлял 41,3 года. Средний доход на одно домашнее хозяйство в индейской резервации составлял 50 625 долларов США. Около 14,4 % всего населения находились за чертой бедности, в том числе 13,6 % тех, кому ещё не исполнилось 18 лет, и 6 % старше 65 лет.
Расовый состав распределился следующим образом: белые — 70 чел., афроамериканцы — 5 чел., коренные американцы (индейцы США) — 104 чел., азиаты — 0 чел., океанийцы — 0 чел., представители других рас — 6 чел., представители двух или более рас — 27 человек; испаноязычные или латиноамериканцы любой расы составили 12 человек. Плотность населения составляла 86,3 чел./км².

## Экономика
Получение суверенной резервации позволило мохеганам наладить игорные операции на своих землях, чтобы получать доход для благосостояния и экономического развития своего племени. Они открыли гостинично-развлекательный комплекс Mohegan Sun  12 октября 1996 года недалеко от бывшего форта Шанток в деревне Анкасвилл.  Комплекс состоит из нескольких помещений на 30 000 м². В гостинице находится 1356 номеров. В казино проводятся международные спортивные соревнования, такие как поединки боксёров-профессионалов. Резервация обеспечивает крупный источник дохода штату Коннектикут.

## Комментарии
1. ↑  В состав резервации входит часть населённого пункта.